# Amt Ahlden
Das Amt Ahlden war ein historisches Verwaltungsgebiet des Fürstentums Lüneburg, später des Königreichs Hannover bzw. der preußischen Provinz Hannover.

## Geschichte
Das Amt geht auf das Zubehör der Burg Ahlden und die Gografschaft Ahlden zurück, die sich in der zweiten Hälfte des 14. Jahrhunderts als Lehen der Mindener Bischöfe im Besitz des Adelsgeschlechts derer von Ahlden befand. Im Konflikt mit den Bischöfen und den Welfen gingen die von Ahlden 1431 ihres Besitzes weitgehend verlustig. Rechtsnachfolger wurden die Herzöge von Braunschweig und Lüneburg (Fürstentum Lüneburg). Aus der Ahldener Villikation und dem Gogericht ging das herzogliche Amt hervor.
Der Amtsbezirk bestand bis 1852 im Wesentlichen aus den Kirchspielen Ahlden und Eickeloh. Schloss und Vogtei waren häufig verpfändet und von 1694 bis 1726 Leibgedinge der verbannten Prinzessin Sophie Dorothea von Braunschweig-Lüneburg („Prinzessin von Ahlden“). Die Ämter Ahlden, Rethem und Walsrode standen vom Ende des 16. Jahrhunderts bis 1784 unter der gemeinsamen Oberleitung eines Großvogts bzw. Landdrosten zu Ahlden.
Nach der preußischen (ab 1802) bzw. westphälischen Herrschaft (ab 1807) wurde das Amt 1815 restituiert. 1852 wurde es um die Amtsvogtei Essel mit dem Kirchspiel Schwarmstedt vergrößert, 1859 um die Hälfte des Amts Rethem einschließlich vier früher zum Amt Neustadt am Rübenberge gehörigen Dörfern. 1885 wurde es aufgehoben.

## Umfang
Bei seiner Aufhebung (1885) umfasste das Amt Ahlden folgende Gemeinden:
| - Ahlden - Altenwahlingen (*) - Bierde - Böhme (*) - Bosse - Bothmer - Buchholz - Büchten - Eickeloh | - Eilte - Engehausen - Essel - Frankenfeld - Gilten - Grethem - Groß Grindau - Groß Häuslingen (*) - Hademstorf | - Hedern (*) - Hope - Hudemühlen (seit 1936 Hodenhagen) - Hülsen (*) - Kirchwahlingen (*) - Klein Grindau (**) - Klein Häuslingen (*) - Lindwedel | - Marklendorf - Nienhagen (**) - Norddrebber (**) - Rethem (*) - Riethagen - Schwarmstedt - Stöcken (*) - Suderbruch (**) - Wohlendorf (*) |

(*) Aus dem Amt Rethem; (**) aus dem Amt Neustadt am Rübenberge
- Karte mit allen verlinkten Seiten:
- OSM |
- WikiMap

## Amtmänner
- bis 1714 Heinrich Gustav von Ramdohr (1680–1731), Amtmann
- bis 1731 Christian Ludwig von Ramdohr (1691–1731), Amtmann, jüngerer Halbbruder des vorigen
- 1818–1828: Franz Wilhelm von Hassel, Drost
- 1829–1852: Wilhelm Leo Georg Herbord von Uslar-Gleichen, Drost, ab 1851 Oberhauptmann
- 1853–1858: Bernhard Carl von Reiche, Amtmann
- 1859–1885: Georg Eduard Jordan, Amtmann